# Färöischer Fußballpokal 1971
Der Färöische Fußballpokal 1971 fand zwischen dem 13. Juni und 12. September 1971 statt und wurde zum 17. Mal ausgespielt. Im Endspiel, welches im Gundadalur-Stadion in Tórshavn auf Kunstrasen ausgetragen wurde, siegte Titelverteidiger HB Tórshavn mit 9:0 gegen TB Tvøroyri und konnte den Pokal somit zum dritten Mal in Folge sowie zum neunten Mal insgesamt gewinnen. Das 9:0 stellt den höchsten Finalsieg in der Geschichte des färöischen Fußballpokals dar.
HB Tórshavn und KÍ Klaksvík belegten in der Meisterschaft die Plätze eins und vier, dadurch erreichte HB Tórshavn das Double.

## Teilnehmer
Teilnahmeberechtigt waren folgende sechs Mannschaften der Meistaradeildin:
| Meistaradeildin                                                           |
| B36 Tórshavn HB Tórshavn ÍF Fuglafjørður KÍ Klaksvík TB Tvøroyri VB Vágur |

## Modus
Für den Pokal waren alle Erstligisten zugelassen. Zwei Mannschaften waren für das Halbfinale gesetzt. Die verbliebenen Mannschaften spielten in einer Runde die restlichen beiden Teilnehmer aus. Alle Runden wurden im K.-o.-System ausgetragen.

## Qualifikationsrunde
Die Partien der Qualifikationsrunde fanden am 13. und 20. Juni statt.
|                 | Ergebnis |             |
| --------------- | -------- | ----------- |
| ÍF Fuglafjørður | 3:6      | TB Tvøroyri |
| KÍ Klaksvík     | 3:0      | VB Vágur    |

## Halbfinale
Die Halbfinalpartien fanden am 20. und 27. Juni statt.
|              | Ergebnis |             |
| ------------ | -------- | ----------- |
| B36 Tórshavn | 1:2      | TB Tvøroyri |
| HB Tórshavn  | 4:3      | KÍ Klaksvík |

## Finale
| Paarung  | HB Tórshavn – TB Tvøroyri |
| Ergebnis | 9:0                       |
| Datum    | 12. September 1971        |
| Stadion  | Gundadalur, Tórshavn      |
| Tore     | ?                         |